# Hildegarde Maria van Beieren

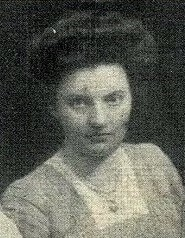
Hildegarde Maria van Beieren omstreeks 1909

Hildegarde Maria Christina Theresa van Beieren (München, 5 maart 1881 - Slot Wildenwart, 2 februari 1948) was een Beierse prinses uit het huis Wittelsbach.
Zij was het achtste kind van de Beierse koning Lodewijk III en diens vrouw Maria Theresia Henriëtte van Oostenrijk-Este.
Hildegarde was erg geïnteresseerd in kunst en schilderde ook zelf. Omdat het haar als vrouw niet toegestaan was lessen te nemen aan de Kunstakademie, stuurde ze haar werken op naar de kuntsschilder Heinrich von Zügel, die haar haar ontwerpen gecorrigeerd weer terugstuurde. Tijdens de Eerste Wereldoorlog zette zij zich in voor de verpleging van gewonden en de bescherming van vrouwen en zuigelingen. Voor deze inspanningen werd ze in 1915 door keizer Wilhelm II onderscheiden. 
Hildegarde trouwde niet. Na haar dood werd ze bijgezet in de Frauenkirche in München.
- Gemeinsame Normdatei: 121028445
- Virtual International Authority File: 20527139